# Tenno
Este artículo trata sobre la ciudad italiana. Para el título imperial japonés, véase Emperador de Japón.
Tenno o Tem es una localidad y comune italiana de la provincia de Trento, región de Trentino-Alto Adigio, con 1.927 habitantes.

## Evolución demográfica
| Gráfica de evolución demográfica de Tenno entre 1861 y 2001 |
|                                                             |
| Fuente ISTAT - elaboración gráfica de Wikipedia             |